# Take 6
Take 6 — американский вокальный секстет, исполняющий композиции а капелла, преимущественно в жанре госпел. В духовные песнопения группа интегрирует как классический, так и современный R&B, а также элементы популярной музыки. Образована в 1980 году студентами Oakwood University в Хантсвилле, (Алабама). За свою карьеру музыканты получили восемь премий «Грэмми» (из 22 номинаций), десять наград GMA Dove Award, а также становились лауреатами других музыкальных конкурсов. Девиз коллектива: «Hey, let’s move some mountains!» (рус. Эй, давайте-ка двигать горы!).

## История коллектива
В 1980 году Клод Мак-Найт (старший брат музыканта Брайана Мак-Найта) организовал в Oakwood University в городе Хантсвилле, штат Алабама акапелла-квартет, названный The Gentlemen’s Estates Quartet. Коллектив был сформирован на любительской основе, репетировать приходилось в ванных комнатах общежития. Чуть позже к ним присоединился Марк Киббл, гармонично став пятым участником. Ещё через некоторое время Марк пригласил Мервина Уоррена присоединиться к группе. Секстет назвали «Альянс». В течение ближайших лет юноши выступали в местных церквях и на площадках университета. Состав регулярно и неизбежно менялся в связи с завершением учёбы одних участников, поступлениями, отчислениями или переездами других. Только к 1985 году сформировался стабильный коллектив: к Клоду Мак-Найту, Марку Кибблу и Мервину Уоррену присоединились Элвин Чеа, Седрик Дент и Дэвид Томас.
В 1987 году группа подписала контракт с Warner Brothers и изменила своё название на Take 6, так как наименование «Альянс» уже было использовано другими музыкантами. Дебютный альбом, названный Take 6 и выпущенный в 1988 году, сразу выиграл две премии «Грэмми» и вывел исполнителей в лидеры современного джаза и современной христианской музыки. Их звучание привлекло к ним внимание коллег. Группа получила предложение записаться с такими мэтрами, как Куинси Джонс, Элла Фитцджеральд, Стиви Уандер, Уитни Хьюстон, Рэй Чарльз, Куин Латифа, Маркус Миллер. Они записали саундтреки для фильмов «Дик Трейси», «Делай как надо!», «Ребята по соседству». Секстет регулярно приглашали на такие популярные шоу, как «Saturday Night Live», церемонии вручения «Оскара» и «Грэмми».
В 1991 году после выхода второго альбома So Much 2 Say Мервин Уоррен покинул группу и продолжил свою карьеру в качестве продюсера. На его место был приглашён Джо Киббл — младший брат Марка. В этот период группа экспериментирует со своим звучанием, к хоровому вокалу они добавляют инструментальное сопровождение. Однако к 1998 году в альбоме So Cool они возвращаются к своим истокам — исполнению а капелла.
В 2006 году группа создаёт собственный лейбл Take 6 Records и выпускает на нём очередной альбом Feels Good. В 2007 году музыканты принимают участие в записи сборника Эроса Рамазотти e². В 2008 году группа выпускает альбом The Standard, в котором обращается к традиционному джазу. The Standard был с успехом принят критиками и получил три премии «Грэмми», сделав музыкантов обладателями наибольшего количества этих наград среди вокальных групп.
Университет, в котором была образована группа, принадлежит Церкви адвентистов седьмого дня. Музыканты Take 6, в соответствии с полученным там воспитанием, весьма религиозны и строго следуют предписаниям своей веры: воздерживаются от употребления алкоголя и табака, совершают ежедневные молитвы, почитают субботу, отчисляют десятую часть доходов церкви.
В России группа выступала в 2010 году в Светлановском зале Московского международного Дома музыки, на фестивале Игоря Бутмана «Триумф Джаза», в Москве в рамках своего юбилейного тура в ноябре 2012 года. В июле 2013 году они завершали программу «Акваджаз» в Сочи.

## Участники
Дополнительную информацию см. в разделе Классификация голоса в неклассической музыке.
- Клод В. Макнайт III — первый тенор (с 1980 года по настоящее время)
- Марк Киббл — первый тенор (с 1980 года по настоящее время)
- Дэвид Томас — второй тенор (с 1985 года по настоящее время)
- Элвин Чеа — вокальный бас (с 1985 года по настоящее время)
- Джои Киббл — второй тенор (с 1991 года по настоящее время)
- Христиан Дентли — баритон (с 2011 года по настоящее время)

### Бывшие
- Мервин Уоррен — второй тенор (1980-91)
- Седрик Дент — баритон (1985-2011)

## Дискография

### Релизы альбома
| Year | Album                                           | US  | USR&B | USGospel | USJazz | Label                  | Certification(s) |
| ---- | ----------------------------------------------- | --- | ----- | -------- | ------ | ---------------------- | ---------------- |
| 1988 | Take 6                                          | 71  | 41    | 3        | 8      | Warner Brothers        | - US: Platinum   |
| 1990 | So Much 2 Say                                   | 72  | 22    | 8        | 2      | Warner Brothers        | –                |
| 1991 | He Is Christmas (Christmas)                     | 100 | 84    | –        | –      | Warner Brothers        | –                |
| 1994 | Join the Band                                   | 86  | 17    | 17       | –      | Warner Brothers        | - US: Gold       |
| 1995 | Best of Take 6 (compilation)                    | –   | –     | –        | –      | Warner Brothers        | –                |
| 1996 | Brothers                                        | –   | 71    | –        | –      | Warner Brothers        | –                |
| 1998 | So Cool                                         | –   | 92    | 8        | –      | Warner Brothers        | –                |
| 1999 | Greatest Hits (compilation)                     | –   | –     | 22       | –      | Warner Brothers        | –                |
| 1999 | We Wish You a Merry Christmas (Christmas)       | –   | –     | –        | –      | Warner Brothers        | –                |
| 2000 | Tonight: Live (Live)                            | –   | –     | –        | –      | Warner Brothers        | –                |
| 2000 | Best of Take 6 (compilation re-release)         | –   | –     | –        | –      | Warner Brothers        | –                |
| 2002 | Beautiful World                                 | –   | –     | 14       | –      | Warner Brothers        | –                |
| 2006 | Feels Good                                      | –   | –     | 10       | –      | Take 6 Records         | –                |
| 2008 | The Standard                                    | –   | –     | 6        | 2      | Heads Up International | –                |
| 2010 | The Most Wonderful Time of the Year (Christmas) | –   | 70    | –        | 40     | Heads Up International | –                |
| 2012 | One                                             | –   |       | 15       | –      | Shanachie              | –                |
| 2016 | Believe                                         | –   | 25    | 9        | 2      | Sono Recording Group   |                  |

("–" denotes that a release did not chart)

### Синглы
Этот список неполный ; Вы можете помочь, расширив его .
- 1988: "Spread Love" (Reprise)
- 1988: "David & Goliath" (Reprise)
- 1988: "Milky-White Way" (Reprise)
- 1988: "Gold Mine" (Take 6)
- 1988: "A Quiet Place"
- 1990: "I L-O-V-E U" (Reprise) (No. 19 Hot R&B/Hip-Hop Singles & Tracks)
- 1990: "God Rest Ye Merry Gentlemen" (Reprise)
- 1990: "Ridin' the Rails" (k.d. lang & Take 6) (Sire)
- 1991: "Where Do the Children Play"
- 1991: "I Believe"
- 1994: "Biggest Part of Me" (No. 36 Hot R&B/Hip-Hop Singles & Tracks)
- 1994: "All I Need (Is a Chance)"
- 1995: "You Can Never Ask Too Much"
- 1997: "You Don't Have to Be Afraid"
- 1999: "One and the Same (featuring CeCe Winans)" (Reprise)
- 2002: "Takin' It to the Streets"
- 2006: "Come On" (Take 6)
- 2006: "More Than Ever" (Take 6)
- 2006: "Comes Love" (with Gordon Goodwin's Big Phat Band) (XXL)
- 2006: "It's Alright With Me" (with Gordon Goodwin's Big Phat Band) (XXL)
- 2006: "It Was a Very Good Year" (with Gordon Goodwin's Big Phat Band) (The Phat Pack)
- 2011: "Never Enough" (with Gordon Goodwin's Big Phat Band) (That's How We Roll)
- 2012: "(It Only Takes) One"
- 2015: "When Angels Cry"

### Видеорелизы
| Year | Title                                         | Label            | Notes |
| ---- | --------------------------------------------- | ---------------- | ----- |
| 1992 | All Access                                    | Warner Reprise   | VHS   |
| 2009 | Michael McDonald – A Tribute to Motown [Live] | E1 Entertainment | Guest |

## Награды и номинации премии «Грэмми»[9]
| Год  | Категория                                                         | название                                                                             | Результат |
| ---- | ----------------------------------------------------------------- | ------------------------------------------------------------------------------------ | --------- |
| 1988 | Лучшее соул госпел исполнение дуэтом, группой или хором           | «Take 6»                                                                             | Победа    |
| 1988 | Лучшее джазовое исполнение дуэтом или группой                     | «Spread Love»                                                                        | Победа    |
| 1989 | Лучшее госпел исполнение дуэтом или группой                       | «The Savior Is Waiting»                                                              | Победа    |
| 1989 | Лучшее джазовое исполнение дуэтом или группой                     | «Like the Whole World’s Watching»                                                    | Номинация |
| 1990 | Лучший современный соул госпел альбом                             | «So Much 2 Say»                                                                      | Победа    |
| 1991 | Лучшее джазовое исполнение                                        | «He Is Christmas»                                                                    | Победа    |
| 1992 | Лучшее джазовое исполнение                                        | «I’m Always Chasing Rainbows»                                                        | Номинация |
| 1994 | Лучший современный соул госпел альбом                             | «Join the Band»                                                                      | Победа    |
| 1994 | Лучшее вокальное R&B исполнение дуэтом или группой                | «Biggest Part of Me»                                                                 | Номинация |
| 1995 | Лучшее вокальное R&B исполнение дуэтом или группой                | «All I Need (Is a Chance)»                                                           | Номинация |
| 1996 | Лучшая инструментальная аранжировка в сопровождении вокалиста(ов) | «When You Wish Upon a Star»                                                          | Номинация |
| 1996 | Лучшая группа популярной музыки                                   | «When You Wish upon a Star»                                                          | Номинация |
| 1997 | Лучший современный госпел альбом                                  | «Brothers»                                                                           | Победа    |
| 1997 | Лучшая группа R&B исполнителей                                    | «You Don’t Have to Be Afraid»                                                        | Номинация |
| 1999 | Лучший современный госпел альбом                                  | «So Cool»                                                                            | Номинация |
| 2002 | Лучший современный госпел альбом                                  | «Beautiful World»                                                                    | Номинация |
| 2002 | Лучшее вокальное R&B исполнение дуэтом или группой                | «Love’s In Need of Love Today» (со Стиви Уандером)                                   | Победа    |
| 2003 | Лучшая инструментальная аранжировка в сопровождении вокалиста(ов) | Comes Love (with Gordon Goodwin, Gordon Goodwin’s Big Phat Band, and Brian McKnight) | Номинация |
| 2004 | Лучшее совместное вокальное исполнение популярной музыки          | «Moon River» (со Стиви Уандером)                                                     | Номинация |
| 2009 | Лучшее госпел исполнение                                          | «Shall We Gather At The River»                                                       | Номинация |
| 2009 | Лучшая инструментальная аранжировка в сопровождении вокалиста(ов) | «Grace»                                                                              | Номинация |
| 2009 | Лучшее джазовое инструментальное соло                             | «Seven Steps To Heaven»                                                              | Номинация |